# Кандидіан
Кандидіан (лат. Candidianus; помер 313) — син римського імператора Галерія від невідомої матері. Був усиновлений його дружиною Галерією Валерією, що також була дочкою імператора Діоклетіана.

## Життєпис
Джерелом практично всієї інформації про Кандидіана є Лактанцій.
Кандидіан був сином Галерія від наложниці, ім'я якої невідоме. Згодом його всиновила законна дружина Галерія, Галерія Валерія, яка не мала власних дітей. Лактанцій пише, що Галерій мав намір зробити Кандидіана цезарем, або молодшим імператором, після святкування віценалії в 312 році. Однак Галерій загинув у 311 році під час підготовки до святкування, а його наступниками стали Ліциній та Максимін Даза.
Разом із Флавієм Северіаном, сином загиблого імператора Севера II, Кандидіан боявся злих намірів Ліцинія, і тому втік до двору претендента на престол Максиміна Дази, де мешкав до 313 року. Ймовірно, саме в цей час молодий Кандидіан був заручений з дочкою Максиміна, якій тоді було сім років.
У 313 році, після поразки та загибелі Максиміна Дази внаслідок битви при Тзіраллі Кандидіан був схоплений Ліцинієм. За словами Лактанція, Кандидіан представився при дворі Ліцинія та був прийнятий з честю. Однак, тільки-но юнак почувся в безпеці, Ліциній наказав його стратити. Саме тоді були вбиті його безіменна обручена та її брат Максим.
Джерелом практично всієї інформації про Кандидіана є Лактанцій.